# Eberhard Bons
Eberhard Bons, Nascut el 1958 a Krefeld-Uerdingen (Rin del Nord-Westfàlia, RFA), teòleg, fiolosof i estudiós de les llengües romàniques va néixer a Alemanya i actualment és docent a la universitat d'Estrasburg.
Eberhard va passar la seva infància i joventut a Alemanya. Després de la llicenciatura obtinguda en una escola primària, va fer estudis en llengües, teologia, filosofia i llengües Romàniques en universitats a Alemanya i Itàlia.
El 1988 va defensar la seva tesi en filosofia i literatura italiana a la Universitat de Mainz (dirigida per Richard Wisser) i obtenir el doctorat. Va ser nomenat professor en estudis bíblics a la Facultat de Teologia de Trèveris, va realitzar en aquest sentit, estudis de la Bíblia preparant una tesi en l'exegesi de l'Antic Testament, defensada a la Facultat Jesuïta de Frankfurt el 1993 que li va valer un doctorat en filosofia teològica.
Com a part de l'exegesi de l'Antic Testament, es va centrar, en particular en els Salms, la literatura de la saviesa (Job, Eclesiastès, Saviesa de Salomó), els profetes abans de l'exili i de l'exili (Amós, Osees, el segon Isaïes), institucions bíblques, l'evolució del monoteisme i la història de la interpretació de la Bíblia.
Actualment (del 1995 ençà) es dedica a la docència en la Universitat de Marc Bloch a Estrasburg, va exercir el càrrec de director del segon any de llicenciatura i és membre de la redacció de la revista de ciències religioses, Bons pertany al departament de l'antic testament de la universitat.
És membre de diversos equips de recerca Francesos i internacionals, "Septante" (Facultat de Teologia Protestant d'Estrasburg), Erebus (Facultat de Teologia Catòlica d'Estrasburg), "La Bíblia d'Alexandria" (Sorbona), "Septuaginta deutsch" (Universitat Koblenz), xarxa temàtica TRES "La religió en els conflictes" (Universitat d'Uppsala), "Gesellschaft für Theologie Wissenschaftliche", Secció "Biblische Theologie" (Berlín).

## Obres (selecció)
- Der eine Gott und die fremden Kulte, Neukirchener, Neukirchen-Vluyn 2009
- Psalm 22 und die Passionsgeschichten der Evangelien, Neukirchener, Neukirchen-Vluyn 2007
- Das Buch Hosea, Verlag Katholisches Bibelwerk, Stuttgart 1996
- Psalm 31 - Rettung als Paradigma, Knecht, Frankfurt am Main 1994,
- Der Philosoph Ernesto Grassi, Fink, München 1990